# Ейсід-техно
Ейсід-техно (англ. acid techno) — стиль техно-музики, який бере свій початок в лондонських рейв-вечірках (squat party), що проводились в основному на відкритому повітрі або в закинутих будівлях на початку 90-х років. Для музики в стилі ейсід-техно характерно інтенсивне використання синтезатора Roland TB-303 для створення басових та сольних партій. В цілому композиція містить менше повторень, ніж інші форми техно-музики (раніше на ейсід-техно вплинула німецька музика в стилі ейсід-транс). Для ейсід-техно також характерна зневажлива і нерідко політична направленість, яка простежується в назвах композицій та семплах, що використані в треках. Чимало засновників цього стилю вийшли в свій час із середовища панк-року. Перші фірми грамзапису, що випустили платівки з записами в стилі ейсід-техно — Stay Up Forever, Smitten та Routemaster.
Стиль ейсід-техно швидко поширився по всій Великій Британії та вийшов на міжнародну сцену. Цьому немало посприяло і те, що шведська фірма Propellerhead Software випустила програмний синтезатор ReBirth RB-338, у якому були наявними дві панелі, що повністю повторювали зовнішній вигляд TB-303, та дві ритм-машини. ReBirth досить достовірно імітував звук легендарного TB-303, який до того часу вже був знятим з виробництва. Тим не менше, попри широке розповсюдження, ейсід-техно залишається в основному андерграундним стилем; назва «ейсід-техно» нерідко використовується як синонім для рейв-вечоринок під відкритим небом.
Протягом кількох останніх років ейсід-техно поступово відходить від домінуючого звучання TB-303 та перетворюється в більш широкий субжанр техно-музики, який, втім, зберігає орієнтованість на танцювальну аудиторію, «лондонський» саунд та відсутність претензійності. Музику в цьому стилі випускають лейбли Hydraulix, Cluster, 4x4 Records, RAW и Powertools.
Більшість продюсерів записів в стилі ейсід-техно являються діджеями. Деякі найбільш відомі лондонські продюсери входять в склад Stay Up Forever Collective:
- The Liberator DJs (Chris, Aaron and Julian)
- DAVE The Drummer (Henry Cullen)
- Lawrie Immersion
- Geezer
- Rowland The Bastard
- Ant